# ناخی (داغستان)
ناخی (به لاتین: Nakhi) یک منطقهٔ مسکونی در روسیه است که در شهرستان آکوشینسکی داغستان واقع شده‌است.